# Lijst van oeververbindingen van het Amsterdam-Rijnkanaal
Deze lijst van oeververbindingen van het Amsterdam-Rijnkanaal omvat bruggen, tunnels en veren van Amsterdam tot Tiel. Het kanaal is 72 kilometer lang en 100 tot 120 meter breed en loopt van het Amsterdamse IJ tot aan de Waal bij Tiel.
Hieronder een overzicht van alle verkeersverbindingen en een aantal niet-openbare verbindingen, gerangschikt van noord naar zuid. In onderstaande tabel zijn tunnels en veren met T en V aangeduid. Bruggen zijn genummerd; bruggen die tot een complex behoren, hebben hetzelfde nummer, gevolgd door a, b, c,…

Amsterdam-Rijnkanaal

## Tabel
Opmerking: Klik op de sorteerpijltjes in de kolomkoppen om de volgorde aan te passen.
| Nr.: | Naam:                                                    | Soort:                                                                       | Traject:                                                                               | Afbeelding: |
| ---- | -------------------------------------------------------- | ---------------------------------------------------------------------------- | -------------------------------------------------------------------------------------- | ----------- |
| T    | Piet Heintunnel                                          | Verkeerstunnel, 2 buizen met 2 rijstroken, 1 buis met dubbelsporige trambaan | Amsterdam-Centrum - Zeeburgereiland Tramlijn 26 Centraal Station - IJburg              |             |
| 1    | Amsterdamsebrug                                          | verkeersbrug (boogbrug)                                                      | Zeeburgereiland - Zeeburgerdijk (Zuiderzeeweg)                                         |             |
| 2    | Zeeburgerbrug                                            | verkeersbrug (liggerbrug)                                                    | Ring Amsterdam                                                                         |             |
| 3    | Nesciobrug                                               | fiets/voetgangersbrug (hang-tuibrug)                                         | Watergraafsmeer/Diemen - IJburg (Nesciobrug)                                           |             |
| 4    | Uyllanderbrug                                            | verkeersbrug (boogbrug)                                                      | Diemen -IJburg (Fortdiemerdamweg)                                                      |             |
| 5a   | Fietsbrug Muiden (direct naast Muiderbrug)               | fietsbrug (liggerbrug)                                                       | Diemen - Muiden (Diemerpolderweg/Maxisweg)                                             |             |
| 5b   | Muiderbrug                                               | verkeersbrug (tuibrug)                                                       | Amsterdam - Hengelo                                                                    |             |
| 6    | Betlembrug                                               | verkeersbrug (kokerliggerbrug)                                               | Amstelveen - Muiden                                                                    |             |
| 7    | Muiderspoorbrug                                          | 2 parallelle spoorbruggen (verstijfde staafboogbrug)                         | Amsterdam - Amersfoort (Oosterspoorweg) Weesp - Leiden (Spoorlijn Weesp - Leiden)      |             |
| 8    | Weesperbrug                                              | verkeersbrug (boogbrug)                                                      | Amsterdam - Weesp (Provinciale weg/Gooilandse weg)                                     |             |
| 9    | Liniebrug                                                | fiets-/voetgangersbrug (boogbrug)                                            | Nigtevecht - Fort bij Nigtevecht                                                       |             |
| 10   | Loenerslootsebrug                                        | verkeersbrug (boogbrug)                                                      | Zandvoort - Hilversum (Provincialeweg)                                                 |             |
| V    | Veerdienst Nieuwer ter Aa                                | fiets- en voetveer                                                           | Nieuwer ter Aa - Nieuwersluis/Breukelen                                                |             |
| 11   | Breukelerbrug                                            | verkeersbrug (boogbrug)                                                      | A2 - Breukelen (brugoprit)                                                             |             |
| 12   | Maarsserbrug                                             | verkeersbrug (boogbrug)                                                      | Maarssen - Maarssenbroek (Burgemeester Waverijnweg)                                    |             |
| 13   | Zuilensebrug                                             | verkeersbrug (liggerbrug)                                                    | Utrecht (Zuilense Ring/Jan van Wijkpad)                                                |             |
| 14a  | Demka-spoorbrug                                          | spoorbrug (verstijfde staafboogbrug)                                         | Amsterdam - Utrecht (Rhijnspoorweg)                                                    |             |
| 14b  | Werkspoorbrug                                            | spoorbrug (boogbrug)                                                         | Amsterdam - Utrecht (Rhijnspoorweg)                                                    |             |
| 15a  | Vleutensespoorbrug                                       | spoorbrug (boogbrug)                                                         | Utrecht - Gouda (Spoorlijn Utrecht - Rotterdam)                                        |             |
| 15b  | Vleutensespoorbrug 2                                     | spoorbrug (boogbrug)                                                         | Utrecht - Gouda (Spoorlijn Utrecht - Rotterdam)                                        |             |
| T    | PEGUS-tunnel                                             | buisleidingentunnel (niet toegankelijk)                                      | Centrale Merwedekanaal - Centrale Lage Weide                                           |             |
| 16   | Hogeweidebrug (gele brug)                                | verkeersbrug (boogbrug)                                                      | Utrecht - Leidsche Rijn (Vleutenseweg)                                                 |             |
| 17   | Dafne Schippersbrug                                      | fiets-/voetgangersbrug (hangbrug)                                            | Leidsche Rijn - Oog in Al                                                              |             |
| 18   | De Meernbrug                                             | verkeersbrug (boogbrug)                                                      | Utrecht - De Meern (Dominee Martin Luther Kinglaan)                                    |             |
| 19   | Prins Clausbrug                                          | verkeersbrug (tuibrug)                                                       | Kanaleneiland - Papendorp (Churchilllaan/Bevrijdingslaan)                              |             |
| 20   | Galecopperbrug                                           | verkeersbrug (tuibrug)                                                       | Utrecht Den Haag - Arnhem                                                              |             |
| 21a  | Jutphasespoorbrug                                        | spoorbrug (tuibrug)                                                          | 60 61 Utrechtse Sneltram Utrecht - Nieuwegein/IJsselstein                              |             |
| 21b  | Jutphasebrug                                             | verkeersbrug (boogbrug)                                                      | Utrecht - Nieuwegein (Europalaan)                                                      |             |
| 22   | Nieuwegeinse brug                                        | verkeersbrug (liggerbrug)                                                    | Utrecht - Nieuwegein (Noorderveldweg)                                                  |             |
| 23   | Heemstederbrug (bekend als Plofsluis)                    | (betonblok)                                                                  | Niet voor verkeer                                                                      |             |
| 24   | Nieuwe Heemstederbrug (bij de Plofsluis)                 | fiets-/voetgangersbrug (liggerbrug)                                          | Plettenburg - Heemstede (Nieuwe Heemstederbrug)                                        |             |
| 25   | Houtensebrug                                             | verkeersbrug (liggerbrug)                                                    | Breda - Almere                                                                         |             |
| 26   | Schalkwijkse spoorbrug                                   | spoorbrug (verstijfde staafboogbrug)                                         | Utrecht - 's-Hertogenbosch (Staatslijn H)                                              |             |
| 27   | Schalkwijksebrug                                         | verkeersbrug (boogbrug)                                                      | Houten - Schalkwijk (Schalkwijkseweg)                                                  |             |
| 28   | Goyerbrug                                                | verkeersbrug (beton vrije voorbouw)                                          | 't Goy - Den Oord (Beusichemseweg)                                                     |             |
| 29   | Bruggen over Prinses Irenesluizen bij Wijk bij Duurstede | a) verkeersbrug (liggerbrug)                                                 | Wijk bij Duurstede - Den Oord (Romeinenbaan)                                           |             |
| 29   | Bruggen over Prinses Irenesluizen bij Wijk bij Duurstede | b) dienstbrug (liggerbrug)                                                   | over zuidelijke kolk naar sluiseiland voor intern dienstverkeer                        |             |
| 30   | Brug over Prinses Marijkesluizen bij Rijswijk            | verkeersbrug (vakwerkbrug/liggerbrug)                                        | Rijswijk - Ravenswaaij (Pr. Marijkesluisbrug)                                          |             |
| 31   | Ravenswaaysebrug                                         | verkeersbrug (liggerbrug)                                                    | Culemborg - Kesteren (Provincialeweg)                                                  |             |
| 32   | Rooijensteinsebrug                                       | verkeersbrug (liggerbrug)                                                    | Maurik - Tiel (Beldertseweg)                                                           |             |
| 33a  | Bruggen over Prins Bernhardsluizen bij Tiel              | verkeersbrug (liggerbrug)                                                    | Plaatselijk verkeer: Bedrijvenpark Kellen - Bedrijvenpark Medel (Grotebrugse Grintweg) |             |
| 33b  | Bruggen over Prins Bernhardsluizen bij Tiel              | spoorbrug (liggerbrug)                                                       | Maasvlakte - Zevenaar (Betuweroute)                                                    |             |
| 33c  | Bruggen over Prins Bernhardsluizen bij Tiel              | verkeersbrug (liggerbrug)                                                    | Europoort - Bemmel                                                                     |             |
| 33d  | Bruggen over Prins Bernhardsluizen bij Tiel              | spoorbrug (liggerbrug)                                                       | Geldermalsen - Elst (Spoorlijn Elst - Dordrecht)                                       |             |
| 33e  | Bruggen over Prins Bernhardsluizen bij Tiel              | dienstbrug (liggerbrug)                                                      | over oostelijke kolk naar sluiseiland voor intern dienstverkeer                        |             |